# Dame tu voz
Dame tu voz es un disco en vivo de la banda argentina de hardcore melódico Shaila.
Este disco se caracteriza por ser en vivo, grabado el 2 de agosto del 2008 - y contener una versión de N.D.I. (No demuestra interés), la versión en español de "My own life" (Mi propia vida), y (a)Teología de la Liberación, que todavía no fue grabado en estudio.
El disco contiene 22 temas y la Intro (Gracias). Está editado por SPE Records al igual que todos los de Shaila (su número es SPE 016).

## Lista de canciones
CD
1. Intro
2. Mil ilusiones
3. Paralogismo en 6
4. Sudamérica III - La Meta Supranacional (con Matias Álvarez de Rodia)
5. Utopía
6. ¿¡Viva América!?
7. Bajo el Agua
8. L'amour et la déception
9. Me Voy a Escapar
10. Progresar
11. Somos
12. Rompió el espejo
13. Incendio Global (con Andrés Vilanova de Carajo)
14. (a)Teología de la Liberación
15. Mi Propia Vida
16. Cuando no quieras sentir
17. La Historia Somnolientæ de América Latina
18. Enfrentados
19. No Demuestra Interés (cover N.D.I.)
20. Mañanas
21. Yo
22. A la Derecha de La Cruz
23. Sudamérica II - El Fracaso Regional

DVD
1. Intro
2. Mil Ilusiones
3. Te Vi (dos)
4. Sudamérica III - La Meta Supranacional (con Matias Álvarez de Rodia)
5. Bajo el Agua
6. El Engaño
7. Amigos (con Cristian Aldana de El Otro Yo)
8. Viendo (con Pablo Coll de 2 Minutos)
9. Me voy a Escapar
10. La Unión (con Maria Gabriela Bibas de Viva María)
11. Somos
12. Incendio Global (con Andrés Vilanova de Carajo)
13. Tratando de Encontrarla
14. Cuando no quieras sentir
15. Noviembre
16. La Historia Somnoliente de América Latina
17. Festejen Existir
18. Mañanas
19. Yo
20. A la Derecha de la Cruz
21. Sudamérica II - El Fracaso Regional

## Miembros
- Joaquín Guillén (Voz)
- Pablo Coniglio (Bajo y coros)
- Yasser Eid (Guitarra líder)
- Santiago Tortora (Guitarra base)
- GuidoX (Batería)

- Datos: Q5797762